# Zámeček (Šurany)

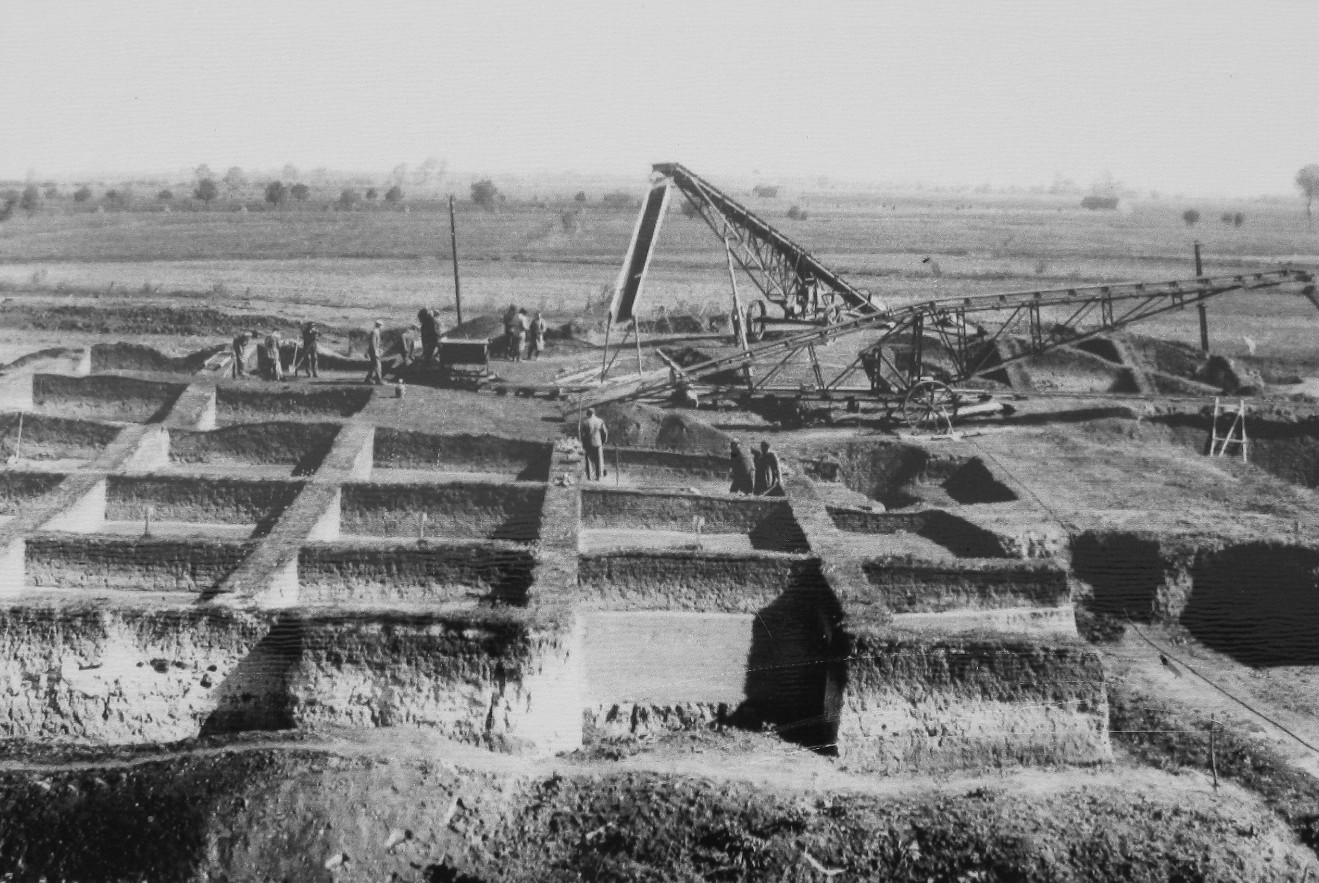
Pohled na vykopávky

Zámeček je archeologická lokalita na Slovensku v Nitranském Hrádku, městské části Šuran. Pro množství nalezených vzácných nálezů se někdy označuje také jako Slovenská Trója. Archeologické naleziště je národní kulturní památkou.

## Poloha
Zámeček se nacházel na soutoku řek Nitra a Stará Nitra. Původně šlo o tellový útvar, který vyčníval šest až sedm metrů nad okolní terén. V letech 1956–1959 Zámeček s výjimkou fragmentu západního valu padl za oběť regulačním pracím na toku Nitry.

## Historie
Během archeologických prací se podařilo doložit skoro souvislé osídlení od neolitu po středověk. Nejstarší osídlení patří lidu lengyelské kultury. Z tohoto období pochází i soška Hrádocké venuše. V pozdějším období byl Zámeček důležitým kultovním místem lidí badenské kultury. V krátkém období zde žili i příslušníci kultury Kosihy-Čaka.
Nejvýznamnějším obdobím osídlení bylo období v 16. století př. n. l., kdy zde sídlil lid maďarovské kultury. Z období na přelomu letopočtu se našly pozůstatky keltského a dáckého původu. Zámeček byl osídlen i v 9. století a v 11. a 12. století zde stávala malá osada.
V 17. století na Zámečku byla menší protiturecká pevnost, která dala lokalitě i název.

## Archeologický výzkum
1. etapa 1923: Zakladatel slovenské archeologie Ján Eisner provedl první vykopávky na Zámečku.
2. etapa 1948–1952: Společný výzkum Státních archeologických ústavů v Praze a Nitře za účasti Antona Točíka a A. Knora.
3. etapa 1957–1960: preventivní výzkum AÚ SAV v Nitře pod vedením Antona Točíka.

V roce 1959 byl v západní části Zámečku objeven hrob bojovníka s mečem a keramickou nádobou uhnětenou v rukou s maximální vypouklostí v dolní třetině.

## Hrádocká venuše

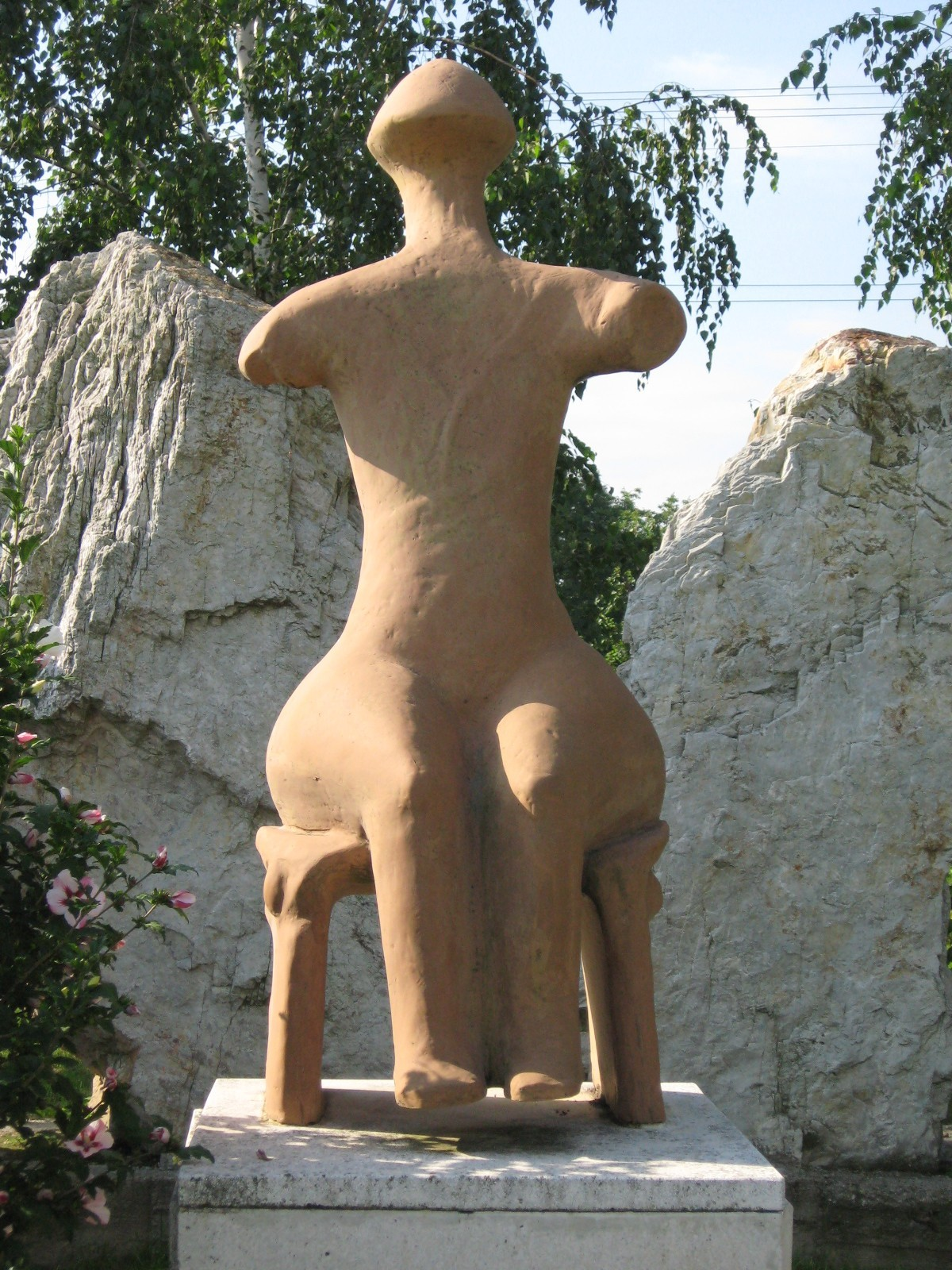
Socha Hrádocké venuše. Autor sochy: Jaroslav Gubric

Nejznámějším nálezem je tzv. Slovenská Helena, Hrádocká venuše. Jde o stylizovanou sošku bohyně plodnosti Magna Mater – Velké matky, která patří k nejznámějším archeologickým nálezům Slovenska. Zobrazení venuše se nacházelo i na dvoukorunové minci, platné v období 1993–2008. Uprostřed Nitranského Hrádku je vybudovaný malý parčík, ve kterém se nachází zvětšená kopie této sošky, kterou vytvořil v roce 1997 výtvarník Jaroslav Gubric.

## Archeopark Nitriansky Hrádok – Slovenská Trója
V lokalitě Zámeček se buduje archeopark, ve kterém se zatím nachází sedm tabulí: jedna uvítací/informační a šest naučných. Archeopark se začal budovat díky studentovi Šuranského gymnázia Eriku Klimentovi, který získal společně s OZ Šurianski jazdci grant od společnosti Orange Slovensko. Zatím je vybudována jen první etapa, v budoucnu se plánuje pokračovat ve výstavbě.